# Asfalto Selvagem
Asfalto Selvagem é um filme brasileiro de 1964 escrito e dirigido por J.B. Tanko, um drama produzido e distribuído pela Produções Cinematográficas Herbert Richers e baseado na primeira parte do romance Asfalto Selvagem: Engraçadinha, Seus Pecados e Seus Amores, do escritor Nélson Rodrigues.
O filme foi censurado depois do golpe militar de 1964. Em 1966, foi lançada a continuação da história, Engraçadinha depois dos trinta, também dirigida por J.B. Tanko.

## Elenco[3]
- Vera Vianna - Engraçadinha
- Jece Valadão - Sílvio
- Jorge Dória - Dr. Bergamini
- Fregolente - Tio Nonô
- Maria Helena Dias - Letícia
- Lícia Magna - Tia Zezé
- Odilon Azevedo - Dr. Arnaldo
- Thelma Reston - Gina
- Milton Carneiro - Dr. Vasconcelos
- Nestor de Montemar - Zózimo
- Alberico Bruno - Padre Fidélis
- Cristina Gonçalves - Tia Ceci
- Rodolfo Arena - Capitão
- Gilda Nery
- Thaís Portinho
- Pepa Ruiz
- Carlos Imperial